# محمد بن عبد الله الفيصل آل سعود
الأمير محمد بن عبد الله الفيصل بن عبد العزيز آل سعود هو الابن الثاني للأمير عبد الله الفيصل. ولد عام 1943م بمكة المكرمة والده هو الأمير عبد الله الفيصل آل سعود ووالدته الأميرة الجوهرة بنت خالد بن محمد بن عبد الرحمن آل سعود.

## نشأته
تلقى الأمير محمد بن عبد الله بن فيصل بن عبد العزيز آل سعود تعليمه الابتدائي والمتوسط بمدارس النموذجية بالطائف ثم أكمل دراسته الثانوية والجامعية بسويسرا، وعُرف عنه محبته الشديدة للرياضة والرياضيين، وقد ترأس النادي الأهلي من 1401 هـ وإلى 1403هـ، وكان شديد الالتصاق بالنادي الأهلي السعودي مشرفاً عاماً لكرة القدم، وعضو شرف فاعل، إذ عمل على توفير الكثير من الآليات لدعم النادي الأهلي ومن أشهرها، إحضاره للمدرب البرازيلي تيلي سنتانا.

## المناصب والاهتمامات
الأمير محمد العبد الله يهوى ركوب الخيل ورحلات القنص وكتابة الشعر، وخلال حياته تقلد الأمير محمد عبد الله الفيصل الكثير من المناصب؛ وهو رجل اقتصادي حيث شارك في عضوية مجالس الإدارة في عدد من البنوك، فعمل في مؤسسة النقد بجدة محاسبا لمدة عامين، وابتعث من قبلها لدورة في البنك البريطاني في إنجلترا لمدة ثمانية أشهر، ثم نقل خدماته إلى وزارة المعارف وباشر عمله في بداية الخدمة مديرا لإدارة التنظيم والإدارة، ثم مديرا عاما للبعثات الخارجية والعلاقات الثقافية، ثم مديرا عاما للشؤون الإدارية والمالية حتى تم تعيينه وكيلا مساعدا للشؤون المالية والإدارية في وزارة المعارف، ومن الأعمال التي نفذها بوزارة المعارف إنشاء الهيكل التنظيمي، وترأس فريق التنظيم والإدارة، وأسس نظام التغذية الطلابية في المدارس.
كان يمتلك ويدير في آخر أيامه عددا من الشركات والمؤسسات الخاصة، وعمل رئيسا لمجلس إدارة شركة «إسمنت القصيم» ويرأس مجلس إدارة مجموعة الفيصلية ومجلس إدارة شركة التكامل الدولية للاستثمار التجاري، ويرأس مؤسسة التكامل الوطنية للزراعة وهو من مؤسسي مؤسسة الفكر العربي وعضو مجلس الأمناء وعضو مجلس أمناء مؤسسة الملك فيصل الخيرية.
غنى له العديد من المطربين السعوديين والعرب وفي مقدمتهم الفنان الراحل طلال مداح بأغنيته الشهيرة مقادير، والفنان محمد عبده وعبد المجيد عبد الله وعبادي الجوهر وكاظم الساهر وأصالة وغيرهم.

## أسرته

### زوجاته
- الأميرة نوف بنت خالد بن عبد العزيز آل سعود (مطلقة). والدة الأمير تركي، الأميرة نورة، والأمير فهد.
- الأميرة نورة بنت بندر بن محمد بن عبد الرحمن آل سعود (متوفاة)، ابنة الأميرة البندري بنت عبد العزيز آل سعود. والدة الأمير طلال، الأمير سعود، والأمير سلطان.

### أبناؤه
- الأمير تركي بن محمد العبد الله الفيصل (مواليد 1387/08/07هـ في جدة، خريج كلية الملك عبد العزيز الحربية بمنطقة الرياض، حصل على عدة دورات في كلية سانت هرست البريطانية، تخرج كضابط في الجيش الملكي السعودي عام 1987م، وترك العسكرية عام 1992م وتفرغ لأعماله الخاصة). متزوج من الأميرة خلود بنت خالد بن ناصر بن عبد العزيز آل سعود وله من الأبناء الأميرة أريج، والأميرة عبير، ومتزوج من الأميرة نهى الهاجري وله من الأبناء الأمير خالد.
- الأميرة نورة بنت محمد العبد الله الفيصل.
- الأمير خالد بن محمد العبد الله الفيصل (متوفى).
- الأمير فهد بن محمد العبد الله الفيصل. متزوج من كريمة الأمير فيصل بن عبد العزيز بن فيصل آل سعود.[2]
- الأمير طلال بن محمد العبد الله الفيصل (مواليد 1980/11/10م في الرياض، خريج الجامعة الأمريكية في باريس، ويشغل حالياً منصب الرئيس التنفيذي لمجموعة التكامل الدولية وعضو في عدة مجالس إدارة لشركات مختلفة). متزوج من الأميرة سلطانة بنت مساعد بن عبد العزيز آل سعود وله من البنات الأميرة هيفاء، والأميرة لين
- الأمير الشاعر سعود بن محمد العبد الله الفيصل. كان متزوج من الأميرة بسمة بنت عبد الله بن عبد العزيز آل سعود وله من الأبناء الأمير محمد، والأميرة لنا ومن ثم تزوج الاميره شهد بن سيف الاسلام بن سعود ال سعود في تاريخ ٨ شوال ١٤٤٣ يوافق ٩ مايو ٢٠٢٢[3]
- الأمير سلطان بن محمد العبد الله الفيصل.
- الأميرة هيفاء بنت محمد العبد الله الفيصل (متوفاة).

## إصدارات
- ديوان (رسائل محبة).
- ديوان (همس القلوب).
- ديوان (دروب الليالي).
- ديوان (الأخير).
- ديوان (آخر المشوار). ويتضمن المجموعة الشعرية الكاملة للأمير محمد العبد الله الفيصل.[4][5]

## وفاته
توفي الأمير محمد بن عبدالله بن فيصل بن عبد العزيز آل سعود فجر يوم الأحد 21 رمضان 1432هـ الموافق 21 أغسطس 2011م في الولايات المتحدة الأمريكية.